# Fing
Fing è una suite di applicativi software di tipo freemium per la gestione e il monitoraggio di reti. Lanciata nel 2009, è composta sia da applicazioni mobile per sistemi Android e iOS sia da una versione desktop disponibile per sistemi operativi Windows e MacOS.
Il software combina diversi strumenti e funzionalità, come port scanning, traceroute, riconoscimento dell'indirizzo IP e indirizzo MAC dei dispositivi connessi alla rete, speed test e comparazione degli Internet Service Provider, rilevazione dei disservizi Internet. Tra le funzionalità collegate alla scansione di rete, anche la possibilità di individuare telecamere nascoste.
La suite è disponibile gratuitamente per il download sia in ambiente mobile che in ambiente desktop. Sono presenti alcune funzionalità aggiuntive disponibili con l'abbonamento Fing Premium.